# Cinabra gambogius
Cinabra gambogius är en fjärilsart som beskrevs av Stoneham 1962. Cinabra gambogius ingår i släktet Cinabra och familjen påfågelsspinnare. Inga underarter finns listade i Catalogue of Life.